# Acronictoides
Acronictoides từng là một chi bướm đêm thuộc họ Noctuidae. Hiện nó có tên đồng nghĩa là Gerbathodes.